# Adolf van der Mark (bisschop)
Adolf van der Mark (augustus 1288 - Clermont-sur-Meuse 3 november 1344) was van 1313 tot aan zijn dood als Adolf II bisschop van Luik.
Adolf van der Mark was een zoon van Everhard I van der Mark en Maria van Loon. Zoals gebruikelijk voor jongere zonen in adellijke kringen, was hij bestemd voor een geestelijke loopbaan. Al op 25-jarige leeftijd werd hij rijksbisschop van Luik.
Adolf had zijn ambt te danken aan koning Filips de Schone van Frankrijk. De inwoners van het prinsbisdom, gesteund door het kathedrale kapittel, verzetten zich tegen hem. Als autoritair krijgsman mengde hij zich in de zogenaamde Awans- en Warouxoorlog. In 1316 moest hij de Vrede van Fexhe ondertekenen, waarbij de prins-bisschoppelijke macht beperkingen werd opgelegd. Hij weigerde echter ieder document te ondertekenen dat zijn macht beknotte. Als gevolg hiervan moest hij eind 1324 naar Hoei vluchten. Van hieruit sprak hij het interdict over Luik uit. 
In 1333 verkocht hij de heerlijkheid Mechelen aan de graaf van Vlaanderen Lodewijk II van Nevers. In 1334 nam hij deel aan het beleg van Maastricht. Zijn poging om in 1336 het graafschap Loon, een Luiks leen, in te lijven, mislukte.
Bij de aanvang van de Honderdjarige Oorlog bracht zijn Fransgezinde houding hem in botsing met het Engelsgezinde Brabant. In 1343 werd zijn macht verder beknot door de oprichting van het Tribunaal der XXII, een rechtbank met soeverein beslissingsrecht, ter verdediging van iedere Luikse onderdaan tegen het onrechtmatig optreden van de bisschoppelijke ambtenaren. Kort voor zijn dood liet Adolf het tribunaal weer opheffen, maar onder zijn opvolger Johan van Arkel werd het definitief ingesteld.
- Gemeinsame Normdatei: 1049395069
- International Standard Name Identifier: 0000 0000 3310 4464
- Library of Congress Control Number: n88647668
- Virtual International Authority File: 31116204
- WorldCat: E39PBJyxdjWTf7WVyyppVxQcyd